# David Prophet
David Merrick Duncan Prophet (Hong Kong, 9 ottobre 1937 – Silverstone, 29 marzo 1981) è stato un pilota automobilistico britannico.
Iniziò la carriera automobilistica in Formula Junior. Partecipò a due edizioni del Gran Premio del Sudafrica di Formula 1 (1963 e 1965), valide quali prove di campionato del mondo con una Brabham privata. Nel 1963 ottenne il sesto posto nel Gran Prix du Rand, gara non valida per il mondiale, corsa sempre in Sudafrica.
Tra il 1964 e il 1967 partecipò alla Formula 2 in Europa, per poi passare anche a vetture sport. Prophet non abbandonò però le gare con vetture a ruote scoperte,  correndo anche in Formula 5000 e Formula Aurora. Conquistò un prestigioso quarto posto nel Gran Premio d'Argentina 1971, gara a cui parteciparono sia vetture di F5000 che F1.
Perì in un incidente di elicottero nei pressi del Circuito di Silverstone.

## Risultati in Formula 1
(key)
| Anno | Team                 | Telaio       | Motore          | 1      | 2   | 3   | 4   | 5   | 6   | 7   | 8   | 9   | 10      | Pos. campionato | Punti |
| ---- | -------------------- | ------------ | --------------- | ------ | --- | --- | --- | --- | --- | --- | --- | --- | ------- | --------------- | ----- |
| 1963 | David Prophet        | Brabham BT6  | Ford Straight-4 | MON    | BEL | NED | FRA | GBR | GER | ITA | USA | MEX | RSA Ret | NC              | 0     |
| 1965 | David Prophet Racing | Brabham BT10 | Ford Straight-4 | RSA 14 | MON | BEL | FRA | GBR | NED | GER | ITA | USA | MEX     | NC              | 0     |